# Herman Daly
Herman Edward Daly (Houston, 21 luglio 1938 – Richmond, 28 ottobre 2022) è stato un economista statunitense.

## Biografia
Fu allievo di Nicholas Georgescu-Roegen.
Herman Daly è stato professore presso il dipartimento di politiche pubbliche dell'Università del Maryland. È noto per essere stato uno dei maggiori economisti ecologici.
Prima di entrare alla Banca Mondiale, Herman Daly è stato professore di Economia all'Università Statale della Luisiana. È stato tra i più influenti economisti del Dipartimento Ambientale della Banca Mondiale, dove ha contribuito a sviluppare la guida di riferimento alla politica dello sviluppo sostenibile.
È stato fondatore ed aiuto redattore del giornale Ecological Economics.

## Premi e riconoscimenti
È stato insignito del Right Livelihood Award; del Heineken Prize per la scienza ambientale all'Accademia Reale Olandese delle Arti e delle Scienze; del Sophie Prize in Norvegia; del Leontief Prize all'Istituto Globale dell'Ambiente e dello Sviluppo; ed è stato scelto come uomo dell'anno 2008 dal magazine Adbusters. Nel 2014 ha ricevuto il Premio Blue Planet.

## Pubblicazioni
L'interesse di Herman Daly era rivolto ai temi dello sviluppo economico, della popolazione, delle risorse, dell'economia ecologica e dell'ambiente. Ha scritto oltre cento articoli scientifici e come numerosi libri tra cui:
- 1972, The Steady State Economy, W:H:Freman and Co.Ltd, London. Lo stato stazionario: l'economia dell'equilibrio biofisico e della crescita morale, 1981, Sansoni, Firenze
- 1973, Toward a Steady-State Economy
- 1977, Steady-State Economics
- 1989, con il teologo John B. Cobb, Jr., For the Common Good: Riceve il Grawemeyer Award per le idee per il miglioramento dell'ordine mondiale.
- 1993, Daly, Herman E. The Perils of Free Trade. Scientific American 269 (5): 24-29.
- 1993, con Kenneth Townsend, Valuing the Earth
- 1996, Beyond Growth, Beacon Press, Washington. Oltre la crescita: l'economia dello sviluppo sostenibile, 2001, trad. Silvana Dalmazzone e Giovanni Garrone, Edizioni di Comunità, Torino
- 1997, con John Cumberland, Robert Costanza, Robert Goodland e Richard Norgaard, An Introduction to Ecological Economics.
- 1999, Ecological Economics and the Ecology of Economics
- 2000, con Tom Prugh e Robert Costanza, The local politics of global sustainability.
- 2003, con Joshua Farley, Ecological Economics: Principles and Applications
- 2005, Economics in a Full World, articolo del Scientific American
- 2008, A Steady State Economy, ricerca presentata al UK Sustainable Development Commission, April 24, 2008